# Сантіурде-де-Рейноса
Сантіурде-де-Рейноса (ісп. Santiurde de Reinosa) — муніципалітет в Іспанії, у складі автономної спільноти Кантабрія. Населення — 301 осіб (2009).
Муніципалітет розташований на відстані близько 300 км на північ від Мадрида, 49 км на південний захід від Сантандера.
На території муніципалітету розташовані такі населені пункти: Лантуено, Ріосеко, Сантіурде-де-Рейноса (адміністративний центр), Сомбальє.

## Демографія
Динаміка населення (INE ):

## Галерея зображень

Розташування муніципалітету